# Carlo Crivelli (cardeal)
Carlo Crivelli (Milão, 20 de maio, 1736 - Milão, 19 de janeiro de 1818) foi um cardeal italiano.

## Biografia
Nasceu em Milão em 20 de maio, 1736. De uma família patrícia de Cremona. O mais novo dos seis filhos de Stefano Gaetano Crivelli (1693-1772), conde de Ossolaro e senador, presidente do Magistrato Camerale de Milão (1762) e conselheiro particular do Império (algumas fontes chamam o pai do cardeal de Gerolamo) e Cristofora Marliani. Os outros irmãos eram Giuseppe, Giorgio, Antonio, Giovanni Angelo e Teresa. Giovanni Angelo casou-se com Mariana von Colloredo, irmã do cardeal Anton Theodor von Colloredo-Waldesee Mels (1803). Sobrinho do cardeal Ignazio Michele Crivelli (1759).
Estudos iniciais em Milão; Pontifícia Academia dos Nobres Eclesiásticos, 1755-1759; Universidade La Sapienza, Roma (doutorado in utroque iure , direito canônico e civil, 27 de julho de 1761).
Camareiro de honra do Papa Clemente XIII em 1759. Foi nomeado capazgato para levar o barrete vermelho a seu tio, então núncio em Viena, por ocasião de sua promoção ao cardinalato. Entrou na prelatura romana como protonotário apostólico. Referendário dos Tribunais da Assinatura Apostólica, 6 de agosto de 1761. Prelado da Reverenda Fábrica de São Pedro e consultor da SC dos Ritos em 1765. Relator da SC do Bom Governo, 1766. Relator da Sagrada Consulta em 1767. Assessor do governador de Roma. Decano do colégio de protonotários apostólicos em 1774.
Ordenado em 20 de agosto de 1775.
Eleito arcebispo titular de Patras, 11 de setembro de 1775. Assistente do Trono Pontifício, 17 de setembro de 1775. Consagrado, 21 de setembro de 1775, igreja de S. Anna dei Bresciani, Roma, pelo cardeal Lodovico Calini, prefeito da SC das Relíquias e Indulgências, assistidos por Orazio Mattei, arcebispo titular de Colosso, e por Giuseppe Maria Contesini, arcebispo titular de Atene, esmoleiro papal. Núncio na Toscana, 23 de setembro de 1775; retornou a Roma em 12 de março de 1785. Nomeado clérigo da Câmara Apostólica e prefeito dos arquivos do Vaticano em 14 de fevereiro de 1785. Governador de Roma, de 25 de fevereiro de 1794 até 12 de fevereiro de 1798, no advento da República Romana, quando o As tropas francesas o removeram e o prenderam; preso no Castello Sant'Angelo, Roma, e mais tarde, em Civitavecchia; finalmente, ele foi rebaixado para o Milan.
Criado cardeal e reservado in pectore no consistório de 23 de fevereiro de 1801; publicado no consistório de 29 de março de 1802; recebeu chapéu vermelho, 1º de abril de 1802; e o título de S. Susanna, 24 de maio de 1802. Em março de 1808, os franceses o obrigaram a deixar Roma e ir para Milão; ele não foi autorizado a se juntar à maioria dos cardeais na França.
Morreu em Milão em 19 de janeiro de 1818. Exposto e enterrado na igreja de S. Maria alla Porta, Milão.